# 尼古拉斯·罗

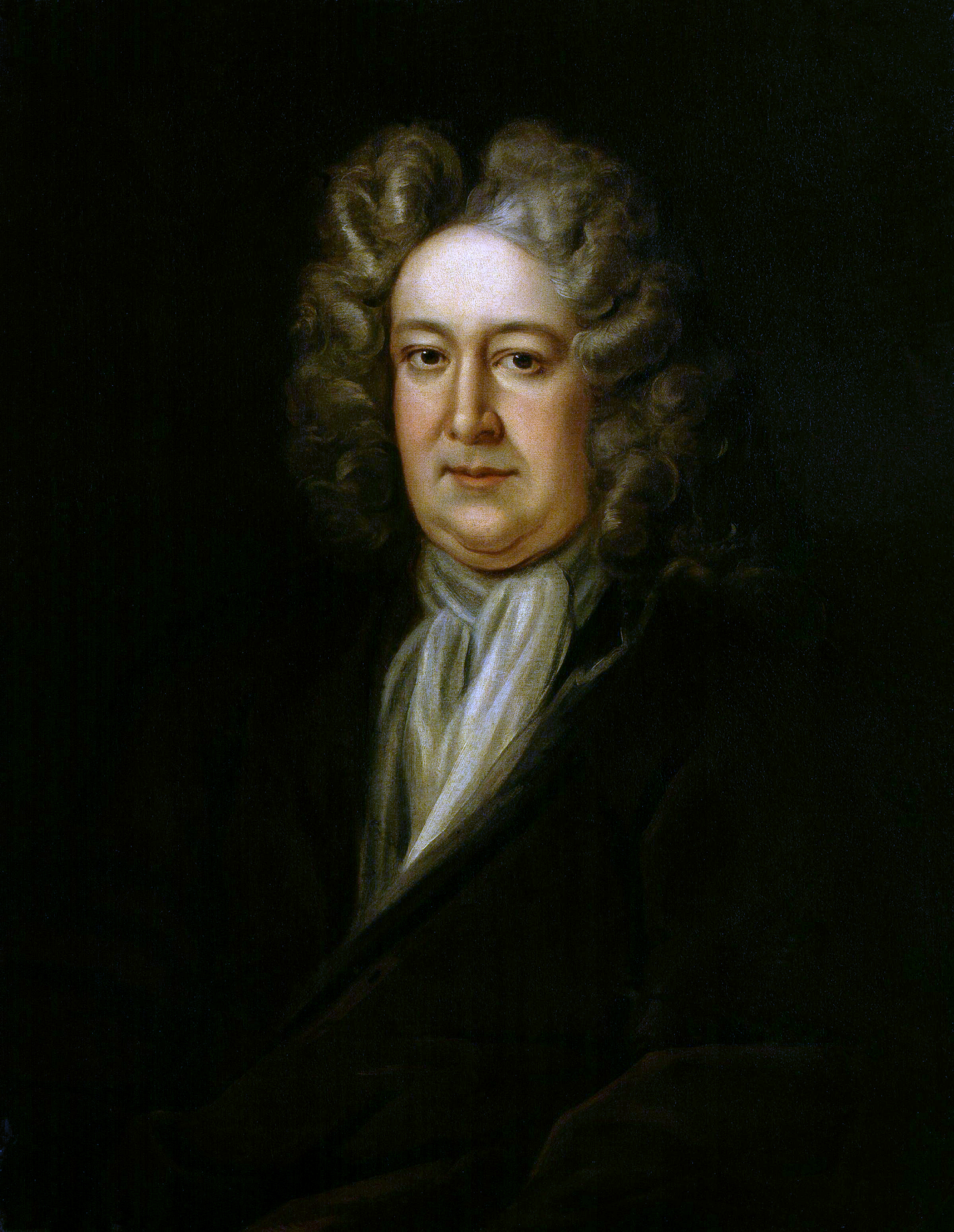
尼古拉斯·罗

尼古拉斯·罗（Nicholas Rowe， 1674年6月20日 - 1718年12月6日 ）是一位英国剧作家、诗人和杂文作家，1715年被評為桂冠诗人。
1709-1711年期間出任副蘇格蘭事務大臣。 
他还當過威尔士亲王咨詢機構的秘书，并于1718年被第一代麥克爾斯菲爾德伯爵托馬斯·派克提名为大法官法庭的秘书。